# Círia
Círia (em latim: Cyria) foi uma nobre maura (berbere) do século IV, filha do rei Nubel, meia-irmã de Samaco e irmã de Gildão, Mazuca, Dio, Mascezel e o usurpador Firmo (r. 372–375), que tentou reclamar o trono de Valentiniano I (r. 364–375). Quase nada se sabe sobre ela, exceto que teria patrocinado com seu dinheiro a revolta de Firmo.
Segundo o historiador romano Amiano Marcelino, em certa ocasião durante o conflito, o mestre dos soldados romano Teodósio, o Velho soube que Círia havia conseguido reunir uma considerável força oriunda de diferentes tribos para combater ao lado de Firmo.